# Kerstavond

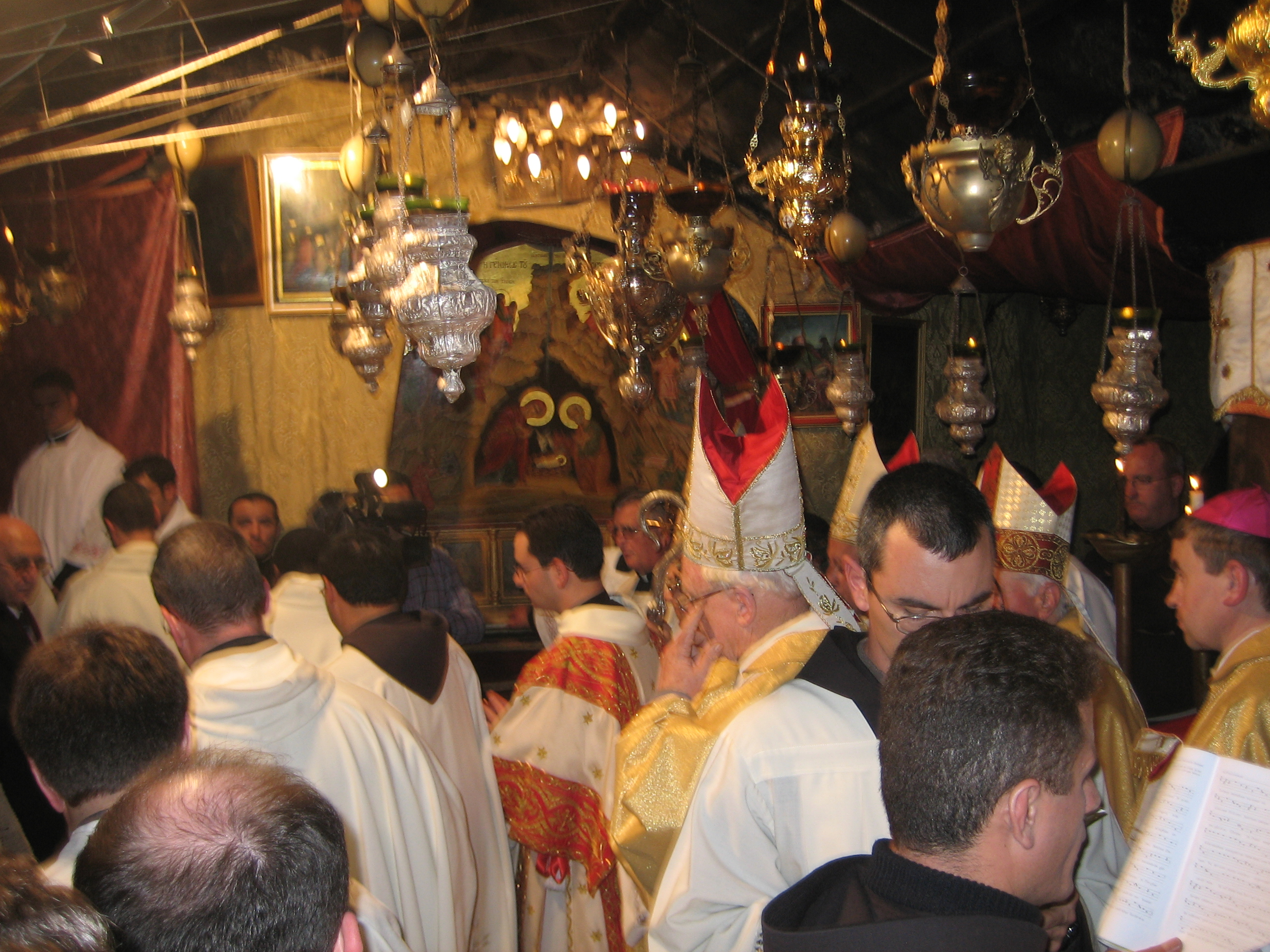
Kerstavond in de Geboortekerk te Bethlehem

Kerstavond is de avond van 24 december, de avond voor Kerstmis. In sommige landen, onder andere in Scandinavië, vindt de kerstviering in huiselijke kring vooral op die avond plaats.
Christenen houden op kerstavond vaak een kerstnachtdienst om de geboorte van Jezus Christus te vieren. Het is dikwijls de drukst bezochte kerkdienst van het jaar. Oorspronkelijk is de gewoonte om op kerstavond in het nachtelijk duister naar de kerk te gaan zeer oud en wordt verklaard uit het feit dat het kerstkind 's nachts geboren zou zijn. Na de Reformatie stond die traditie eeuwenlang onder druk. Pas in de loop van de twintigste eeuw werd het weer een veelvoorkomend gebruik, ook in protestantse kringen.
In sommige culturen eindigt de dag met zonsondergang, dus de avond van 24 december maakt liturgisch al deel uit van Eerste Kerstdag. 's Avonds, na de kerstnachtdienst, worden traditioneel cadeautjes gegeven in onder meer Duitsland, Zwitserland, Liechtenstein en Oostenrijk. Dit gebruik is op sommige plaatsen verschoven naar de ochtend op Eerste Kerstdag, zodat kinderen eerder op bed kunnen. Naast de Duitstalige landen vindt het geven van geschenken ook plaats op kerstavond in onder meer Argentinië, Hongarije en de Scandinavische landen. In de Oosters-orthodoxe kerken wordt 24 december beschouwd als de laatste dag van de vastentijd vóór Kerstmis, dus traditioneel wordt een maaltijd zonder dierlijke producten gegeten. Het banket zal dan plaatsvinden op 25 december.
De nacht van 24 op 25 december staat bekend als Heilige Nacht of Kerstnacht. Volgens een mythe kunnen dieren om middernacht praten in deze nacht, ze vertellen over de geboorte van Jezus. 

## Wetenswaardigheden
- Het eiland Christmas Island werd op kerstavond 1777 door James Cook ontdekt.
- Op de kerstavond die voorafgaat aan een Heilig Jaar worden de Heilige Deuren van de vier Pauselijke Aartsbasilieken in Rome geopend.